# Festival of Endless Gratitude
Festival of Endless Gratitude er en international musikfestival, der første gang fandt sted i Brattleboro, Vermont i 2007. Festivalen blev sidenhen givet videre som en gave til en kreds af danske musikentusiaster med ambitioner om at videreføre ånden og skabe en ny og atypisk festival i København.
Festivalen har over 3-5 dage fundet sted i København hvert år siden 2009. I 2011 blev festivalen afholdt simultant i København og Brattleboro, og festivalerne live streamede til hinanden.
Den danske aflægger af festivalen inkluderer også kunst, litteratur, performance mv.